# Стайна температура
Стайна температура е диапазонът от температура на въздуха, която повечето хора предпочитат в закрити помещения и е комфортна за носене на обичайни дрехи. Човешкият комфорт може да обхваща по-широки граници отвъд този диапазон, в зависимост от влажността, въздушната циркулация и други фактори. В определени области, като науката и инженерството, и в определен контекст, стайната температура може да се отнася за различни предварително уточнени диапазони. За разлика от стайната, околната температура е действителната температура на въздуха (или друга околна среда) на дадено място, измерена с термометър. Околната температура може да е много различна от стайната температура, например в случая на неотоплявана стая през зимата.

## Нива на комфорт
Според някои дефиниции, стайната температура е между 20 и 22 °C, докато други я считат за „точно 20 °C по конвенция“.
Поради изменения във влажността и облеклото, определенията през лятото и през зимата също могат да варират. Така, често срещан диапазон през лятото е 23 – 25,5 °C, а през зимата той е 20 – 23,5 °C, макар според някои оценки, стайната температура не трябва да превишава 24 °C или дори 22 °C.
Според някои проучвания, предпочитанията за топлинния комфорт сред мъжете и жените могат да се различават значително, като жените средно предпочитат по-висока околна температура.
Стандартът на Световната здравна организация за комфортна топлина е 18 °C за нормални и здрави възрастни с адекватно облекло. За тези с дихателни проблеми или алергии, организацията препоръчва не по-малко от 16 °C, а за болните, хората с увреждания, много старите или много малките, не по-малко от 20 °C.

## В науката и промишлеността
За определени продукти и процеси в науката, промишлеността и потребителските стоки също се задава температурен диапазон за стайна температура. Например, за превоз и съхранение на лекарства, съответните органи в САЩ определят за контролирана стайна температура диапазона между 20 и 25 °C с евентуални позволени отклонения между 15 и 30 °C, при условие, че средната кинетична температура не превишава 25 °C. Европейските органи определят стайна температура за лекарства между 15 и 25 °C, докато в Япония границите за обичайна температура са същите, макар стайна температура там да означава всяка температура между 1 и 30 °C. Merriam-Webster дава медицински диапазон от 15 до 25 °C, годен за човешко обитаване и лабораторни експерименти.